# Canton de Mazamet-Sud-Ouest
Le canton de Mazamet-Sud-Ouest est un ancien canton français situé dans le département du Tarn et la région Midi-Pyrénées.

## Géographie
Ce canton était organisé autour de Mazamet dans l'arrondissement de Castres. Son altitude variait de 178 m (Caucalières) à 1 176 m (Mazamet) pour une altitude moyenne de 260 m.

## Histoire
En 1973, l'ancien canton de Mazamet est remplacé par les cantons de Mazamet-Sud-Ouest et de  Mazamet-Nord-Est.

## Représentation
| Période | Période | Identité                  | Étiquette   | Qualité |
| ------- | ------- | ------------------------- | ----------- | --- |
| 1973    | 1985    | Pierre Sagnès             | MRG         | Industriel |
| 1985    | 1998    | Pierre Balfet (1905-2002) | DVD         | Industriel, courtier en peaux Maire d'Aussillon (1983-1989)                                                   |
| 1998    | 2015    | Didier Houlès             | PS puis DVG | Gérant de société Maire d'Aussillon Vice-Président du Conseil Général Elu en 2015 dans le Canton de Mazamet-1 |

## Composition
| Communes    | Population (2012) | Code postal | Code Insee |
| ----------- | ----------------- | ----------- | ---------- |
| Aiguefonde  | 2 631             | 81200       | 81002      |
| Aussillon   | 6 865             | 81200       | 81021      |
| Caucalières | 297               | 81200       | 81066      |
| Mazamet     | 10 544 (1)        | 81200       | 81163      |

(1) fraction de commune.

## Démographie
| 1962 | 1968  | 1975   | 1982   | 1990   | 1999  | 2010  |
| ---- | ----- | ------ | ------ | ------ | ----- | ----- |
| -    | 8 969 | 10 701 | 10 972 | 10 670 | 9 796 | 9 508 |